# Archiv-, Bibliotheks- und Informationsassistent
Archiv-, Bibliotheks- und Informationsassistent ist ein in Österreich anerkannter Beruf bzw. Ausbildungsberuf aus dem Berufsfeld der kaufmännisch-administrativen Lehrberufe.  Das konkrete Betätigungsfeld ist die Beschaffung sowie Bereitstellung und Vermittlung von Medien und Informationen.

## Berufsbild
Archiv-, Bibliotheks- und Informationsassistenten arbeiten in Bibliotheken, Dokumentationsstellen, Archiven und ähnlichen Einrichtungen. Sie sind dafür zuständig mittels modernen Dokumentationsprogrammen und Datenbanken verschiedenste Medien, Informationen und Daten zu beschaffen, zu erwerben und zu erfassen. Ein wichtiger Bestandteil des Arbeitsalltags ist der Kontakt mit Lieferanten, Buchhändlern, Verlagsmitarbeitern sowie den Kunden bzw. Benützern innerhalb der eigenen Institutionen. 

## Ausbildung
Der Lehrberuf Archiv-, Bibliotheks- und Informationsassistent ist in Österreich als duale Ausbildung mit einer Lehrzeit von drei Jahren eingerichtet. Das Berufsprofil sieht vor, das der auszubildende Lehrling mit dem Abschluss der Lehre befähigt ist, folgende Tätigkeiten praktisch auszuführen:
1. Medien, Informationen und Daten beschaffen und erwerben,
2. Medien, Informationen und Daten formal erfassen,
3. in Datenbanken und -netzen recherchieren,
4. Bestand ordnen, archivieren und Register erstellen,
5. technische Medienbearbeitung, Bestandspflege und Revision durchführen,
6. Entlehnvorgänge abwickeln,
7. Erstinformation für Benutzer geben,
8. administrative Arbeiten mit Hilfe der betrieblichen Informations- und Kommunikationssysteme durchführen,
9. an der betrieblichen Buchführung und Kostenrechnung mitwirken,
10. Statistiken, Dateien und Karteien anlegen, warten und auswerten

## Verwandte Beruf
- Fachangestellter für Medien- und Informationsdienste (Deutschland)
- Fachmann Information und Dokumentation EFZ (Schweiz)